# David Pérez
David Pérez Asensio (ur. 27 września 1982 w Madrycie) – hiszpański trener piłkarski, od 2025 roku prowadzi reprezentację Brytyjskich Wysp Dziewiczych.